# الجامعة الإسلامية (العراق)
الجامعة الإسلامية  (الكلية الإسلامية الجامعة سابقًا) هي إحدى الجامعات الاهلية في محافظة النجف، العراق. أعترف بها رسمياً في عام 2004، ولها فروع في بابل والديوانية.

## كليات الجامعة
تضم 10 كليات وهي:
- كلية القانون والعلوم السياسية
- كلية العلوم الإسلامية
- كلية التقنيات الهندسية
- كلية الاعلام والصحافة
- كلية التربية
- كلية التقنيات الطبية
- كلية طب الأسنان
- كلية الصيدلة